# Hérens
Hérens (Frans: District d'Hérens) is een district in het Zwitserse kanton Wallis en omvat de volgende gemeenten:
| Gemeentenaam | Inwoners (x) | Oppervlakte (km²) |
| ------------ | ------------ | ----------------- |
| Ayent        | 3.791        | 55,0              |
| Evolène      | 1.729        | 210,0             |
| Hérémence    | 1.376        | 107,6             |
| Les Agettes  | 318          | 5,1               |
| Mont-Noble   | 960          | 43,0              |
| Saint-Martin | 879          | 9,8               |
| Vex          | 1.719        | 13,0              |

## Bestuurlijke herindelingen (sinds 2000)

### Fusie
- 2011: Mase, Nax en Vernamiège → Mont-Noble

Brig · Conthey · Entremont · Goms · Hérens · Leuk · Martigny · Monthey · Östlich Raron · Saint-Maurice · Sierre · Sion · Visp · Westlich Raron